# Sivanildo Sill
Sivanildo de Oliveira Silva  (Caruaru, 8 de julho de 1971), mais conhecido como Sivanildo Sill , por vezes chamado apenas de Sill, é um quadrinista e cartunista brasileiro.
Sill começou sua carreira nos anos 1980 nos fanzines, onde criou personagens de humor como as Vacabundas, os Canibais e Pitulino. Seus cartuns costumam ter como principais temas a crítica social, política e a preocupação com a devastação da natureza.
Em 2009, Sill lançou o livro Cordel Comix: Humor em Quadrinhos, publicação independente que contou com incentivo do Fundo Pernambucano de Incentivo à Cultura (Funcultura). Trazendo uma coletânea de quadrinhos antigos e novos, no final do livro ainda há um vocabulário para que o leitor de fora de Pernambuco saiba o significado dos termos regionais. No ano seguinte, Sill ganhou o Prêmio Angelo Agostini de melhor cartunista.
Em 2012, Sill lançou a segunda edição do livro Vitalino: O Menino Que Virou Mestre, uma biografia em quadrinhos de Vitalino Pereira dos Santos, o Mestre Vitalino, considerado um dos maiores ceramistas do Brasil. O livro contou com produção executiva e projeto gráfico de Alice Santos.